# Vera Serganova

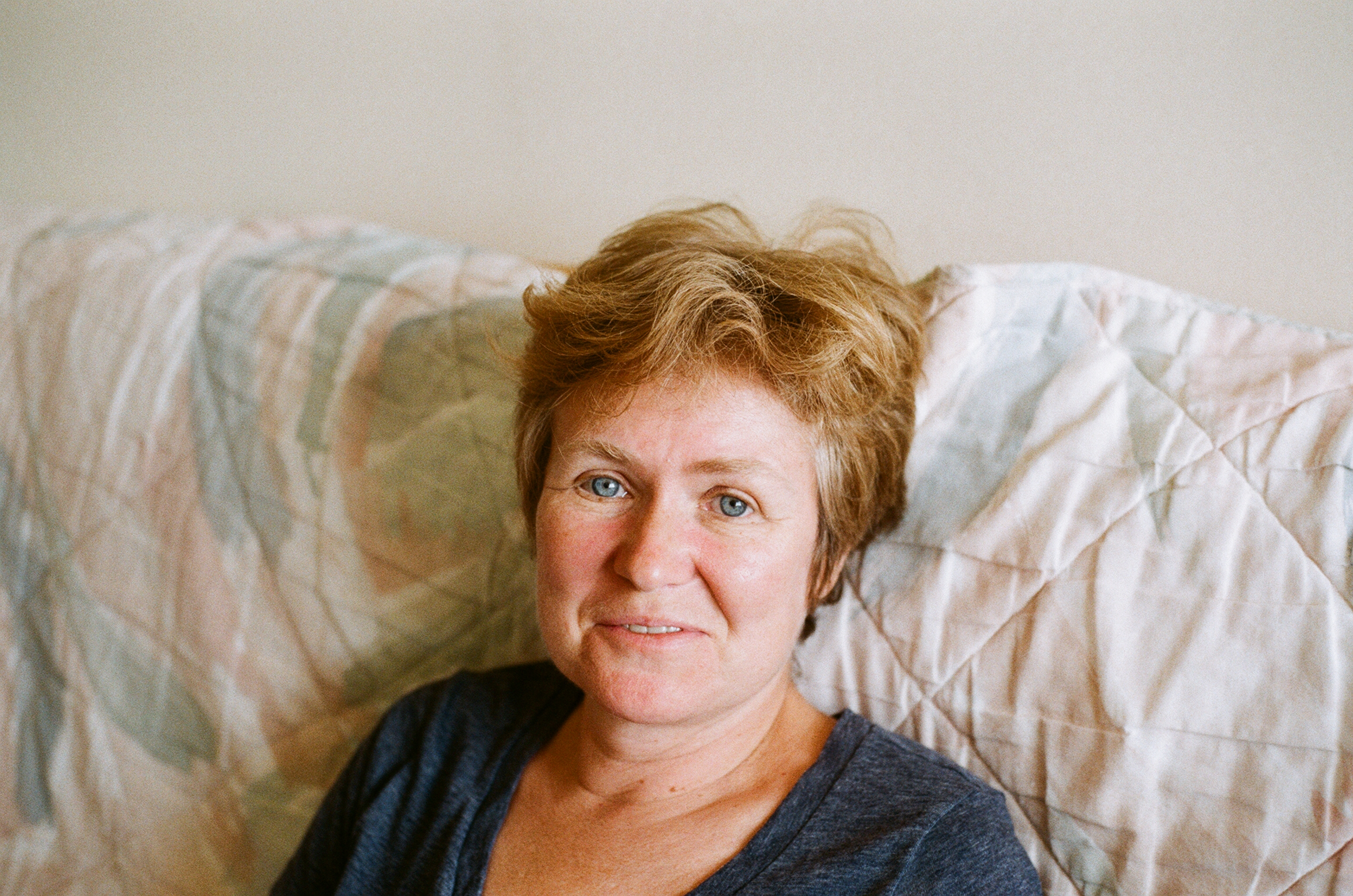
Serganova im Jahr 2011

Vera V. Serganova, russisch Вера Владимировна Серганова, deutsche Transkription: Wera Wladimirowna Serganowa (geb. 1961) ist eine russisch-US-amerikanische Mathematikerin, die sich mit Algebra und Algebraischer Geometrie befasst.
Serganova wurde 1988 an der Universität Leningrad bei Dmitri Alexandrowitsch Leites und Arkadi Onischtschik promoviert (Automorphisms and Real Form of Complex Finite-Dimensional Lie Superalgebras). Sie war am Keldysh Institut für Angewandte Mathematik in Moskau, ging 1990 in die USA und ist Professorin an der University of California, Berkeley, an der sie seit 1992 ist.
Serganova befasst sich insbesondere mit Darstellungstheorie von Super-Algebren (eingeführt 1977 von Victor Kac), deren Klassifikation, Automorphismen und zugeordneten symmetrischen (Super-)Räumen, auch mit Anwendungen in Stringtheorie und integrablen Systemen der mathematischen Physik (wie der Yang-Baxter-Gleichung). Außerdem befasst sie sich mit algebraischer Geometrie.
1998 war sie Invited Speaker auf dem Internationalen Mathematikerkongress in Berlin (Characters of simple Lie superalgebras) und sie wurde als Plenarsprecherin für den ICM 2014 in Seoul ausgewählt (Finite dimensional representations of algebraic supergroups). 2017 wurde sie in die American Academy of Arts and Sciences gewählt. Von 1994 bis 1996 war sie Sloan Research Fellow.